# قرار مجلس الأمن التابع للأمم المتحدة رقم 2114
قرار مجلس الأمن التابع للأمم المتحدة رقم 2114، المعتمد في 30 يوليو 2013، بعد التذكير بجميع القرارات ذات الصلة بشأن قبرص، ناقش المجلس توسيع مهمة حفظ السلام التابعة للأمم المتحدة في قبرص كجزء من عملية أوسع لتسوية النزاع القبرصي.
اعتمد القرار بأغلبية 13 صوتا مقابل لا شيء، مع امتناع عضوين عن التصويت من أذربيجان وباكستان.

## روابط خارجية
- نص القرار في undocs.org
- التصويت على القرار